# Narciso de Foxá
Narciso de Foxá Alfaro (Madrid, 10 de abril de 1951) es un político español. Desde 2005 hasta 2019 ocupó el cargo de alcalde de Majadahonda.

## Biografía
Es licenciado en ciencias de la información en la Universidad Complutense de Madrid y también cursó tres años de derecho en la misma universidad. Posee también un máster de economía y dirección de empresas IESE de la Universidad de Navarra.
En 1991 entró a ser edil en el Ayuntamiento de Majadahonda ocupando varias concejalías. Desde entonces pertenece a la ejecutiva de los populares en Majadahonda. También ocupó el cargo de tesorero del PP en Madrid. Durante la primera legislatura del gobierno de José María Aznar, entre 1996 y 2000, fue asesor ejecutivo en el Ministerio de Economía y Hacienda.
El 4 de febrero de 2005, con la dimisión del exalcalde Guillermo Ortega por su presunta implicación en la trama Gürtel, accedió al puesto de alcalde, tras 14 años de concejal. Un año después se convirtió en el presidente del PP en Majadahonda. En las primeras elecciones en las que se presentó el PP con su cara, en 2007, ganó con 16 concejales, superando por tres la mayoría absoluta. Cuatro años después, en las municipales de 2011 volvió a conseguir mayoría absoluta con 14 concejales, aunque son dos menos que en los anteriores comicios. En las elecciones de 2015 perdió la mayoría absoluta, obteniendo 11 concejales, tres menos que cuatro años antes, pero pudo ser investido alcalde, gracias a la abstención de los 6 concejales de Ciudadanos.
Tras decidir no volver a presentarse a la alcaldía de Majadahonda en las elecciones municipales de 2019, tras las mismas fue sucedido en el cargo de alcalde por el también popular José Luis Álvarez Ustarroz.
Es sobrino del poeta y periodista de orientación falangista Agustín de Foxá y del también falangista Jaime de Foxá. 
El exalcalde de Majadahonda, han visto archivadas las causas abiertas contra el por supuestamente contratar trabajos online de reputación personal con cargo a presupuestos públicos.

## Genealogía
Ancestros de Narciso de Foxá y Alfaro:
|  |                                                  |  |  |  |  |  |  |  |  |  |  |  |  |  |  |  |
|  | 4. Narciso de Foxá y Rodríguez de Arellano       |  |  |  |  |  |  |  |  |  |  |  |  |  |  |  |
|  |                                                  |  |  |  |  |  |  |  |  |  |  |  |  |  |  |  |
|  |                                                  |  |  |  |  |  |  |  |  |  |  |  |  |  |  |  |
|  | 2. Ignacio de Foxá y Torroba                     |  |  |  |  |  |  |  |  |  |  |  |  |  |  |  |
|  |                                                  |  |  |  |  |  |  |  |  |  |  |  |  |  |  |  |
|  |                                                  |  |  |  |  |  |  |  |  |  |  |  |  |  |  |  |
|  | 5. María de las Candelas Torroba y Goicoechea    |  |  |  |  |  |  |  |  |  |  |  |  |  |  |  |
|  |                                                  |  |  |  |  |  |  |  |  |  |  |  |  |  |  |  |
|  |                                                  |  |  |  |  |  |  |  |  |  |  |  |  |  |  |  |
|  | 1. Narciso de Foxá Alfaro                        |  |  |  |  |  |  |  |  |  |  |  |  |  |  |  |
|  |                                                  |  |  |  |  |  |  |  |  |  |  |  |  |  |  |  |
|  |                                                  |  |  |  |  |  |  |  |  |  |  |  |  |  |  |  |
|  | 12. Juan Bautista Alfaro Martínez                |  |  |  |  |  |  |  |  |  |  |  |  |  |  |  |
|  |                                                  |  |  |  |  |  |  |  |  |  |  |  |  |  |  |  |
|  |                                                  |  |  |  |  |  |  |  |  |  |  |  |  |  |  |  |
|  | 6. Tomás Alfaro Fournier                         |  |  |  |  |  |  |  |  |  |  |  |  |  |  |  |
|  |                                                  |  |  |  |  |  |  |  |  |  |  |  |  |  |  |  |
|  |                                                  |  |  |  |  |  |  |  |  |  |  |  |  |  |  |  |
|  | 26. Heraclio Fournier González                   |  |  |  |  |  |  |  |  |  |  |  |  |  |  |  |
|  |                                                  |  |  |  |  |  |  |  |  |  |  |  |  |  |  |  |
|  |                                                  |  |  |  |  |  |  |  |  |  |  |  |  |  |  |  |
|  | 13. María de las Mercedes Fournier y Partearroyo |  |  |  |  |  |  |  |  |  |  |  |  |  |  |  |
|  |                                                  |  |  |  |  |  |  |  |  |  |  |  |  |  |  |  |
|  |                                                  |  |  |  |  |  |  |  |  |  |  |  |  |  |  |  |
|  | 27. Nieves Partearroyo                           |  |  |  |  |  |  |  |  |  |  |  |  |  |  |  |
|  |                                                  |  |  |  |  |  |  |  |  |  |  |  |  |  |  |  |
|  |                                                  |  |  |  |  |  |  |  |  |  |  |  |  |  |  |  |
|  | 3. María de las Mercedes Alfaro y Drake          |  |  |  |  |  |  |  |  |  |  |  |  |  |  |  |
|  |                                                  |  |  |  |  |  |  |  |  |  |  |  |  |  |  |  |
|  |                                                  |  |  |  |  |  |  |  |  |  |  |  |  |  |  |  |
|  | 28. Emilio Drake de la Cerda                     |  |  |  |  |  |  |  |  |  |  |  |  |  |  |  |
|  |                                                  |  |  |  |  |  |  |  |  |  |  |  |  |  |  |  |
|  |                                                  |  |  |  |  |  |  |  |  |  |  |  |  |  |  |  |
|  | 14. Francisco Drake y Fernández-Durán            |  |  |  |  |  |  |  |  |  |  |  |  |  |  |  |
|  |                                                  |  |  |  |  |  |  |  |  |  |  |  |  |  |  |  |
|  |                                                  |  |  |  |  |  |  |  |  |  |  |  |  |  |  |  |
|  | 29. María Fernández-Durán y Bernaldo de Quirós   |  |  |  |  |  |  |  |  |  |  |  |  |  |  |  |
|  |                                                  |  |  |  |  |  |  |  |  |  |  |  |  |  |  |  |
|  |                                                  |  |  |  |  |  |  |  |  |  |  |  |  |  |  |  |
|  | 7. María de la Asunción Drake y de Santiago      |  |  |  |  |  |  |  |  |  |  |  |  |  |  |  |
|  |                                                  |  |  |  |  |  |  |  |  |  |  |  |  |  |  |  |
|  |                                                  |  |  |  |  |  |  |  |  |  |  |  |  |  |  |  |
|  | 15. Luisa de Santiago y Lacave                   |  |  |  |  |  |  |  |  |  |  |  |  |  |  |  |
|  |                                                  |  |  |  |  |  |  |  |  |  |  |  |  |  |  |  |
|  |                                                  |  |  |  |  |  |  |  |  |  |  |  |  |  |  |  |